# ステファン・ペイト
ステファン・ペイト（Stephen Pate、1964年1月25日- ）は、オーストラリア・ビクトリア州出身の元自転車競技選手。

## 経歴
1988年、ベルギーのヘントで行われたトラックレース世界自転車選手権、プロスプリント準決勝において、前年の優勝者、俵信之をストレートで撃破。決勝でも、イタリアのクラウディオ・ゴリネッリ（後に、ゴリネッリは失格処分となる）をストレートで下し、日本勢の同種目12連覇を阻止した。
1990年春に開催された国際競輪に出場。各地で圧倒的な強さを誇った他、国際競輪グランプリでも圧勝。この強さを目の当たりにした競輪関係マスコミは、赤鬼と名づけた。同年8月、グリーンドーム前橋で開催されたトラックレース世界自転車選手権では、プロスプリントで3位。続くケイリンでも決勝へと駒を進め、ゴール寸前、プロスプリント優勝者のミカエル・ヒュープナー（ドイツ）を差しきって優勝を果たしたかに思われたが、2センターでヒュープナーを内側から押し上げたプレーが失格と判定されてしまった。
1991年、再び国際競輪に出場し、国際競輪グランプリ連覇達成。シュトゥットガルトで開催された世界選手権では、プロスプリントで3位に入った。しかし後にドーピング違反が判明し、順位を剥奪されてしまった。だが、1992年の世界選手権（バレンシア）のプロケイリンでは、同種目3連覇を達成したヒュープナーに続き2位に入ったが、スプリント、ケイリンといった短距離種目の出場は事実上、この年までとなる。
1993年、ハマール（ノルウェー）で開催された世界選手権ではタンデムスプリントに出場し2位。その後マディソンに転身し、1996年、マンチェスターで開催された世界選手権ではスコット・マグローリーとペアを組んで2位に入った。
しかし1998年、豪州選手権のマディソンで優勝しながらも、世界選手権の代表の座から外れてしまい（関連する話は、en:Charlie Walsh#Stephen Pateに述べられている）、それを契機として国際大会の舞台で活躍する機会はなくなった。